# 幕別町
幕別町（日语：／ Makubetsu chō */?）位於北海道十勝綜合振興局中部，為公園高爾夫的發源地，也是北海道內人口第三多的町，次於音更町跟七飯町。幕別町地處帶廣市東北部，十勝川流經北邊，其流域多為平原；當緣川則從西北往東南流經町內的中心地區。由於緊鄰帶廣市，也是帶廣市的外圍居住區。當地以農業和畜牧業為主，生產小麥、馬鈴薯和山藥等農產品，其中山藥的栽培面積和產量在日本皆名列前茅。
町名稱來自阿伊努語「mak-un-pet」，意思為山一側的河。

## 地理
幕別町的東部、南部和北部皆被海拔200公尺到300公尺的群山包圍。

## 歷史
- 1882年：細谷十太夫前來幕別地區開拓。
- 1894年：岡田新三郎前來忠類地區開拓。
- 1897年：設置幕別外六村戶長役場。
- 1906年4月1日：幕別村、止若村、咾別村、白人村、別奴村合併成幕別村，並成為北海道二級村。[4]
- 1919年4月1日：幕別村成為一級村。
- 1926年4月1日：部份區域被併入大正村（現已被併入帶廣市）。
- 1946年9月15日：改制為幕別町。
- 1948年4月1日：部份區域被更別村和大正村。
- 2006年2月6日：忠類村併入。

## 交通

### 機場
- 帶廣機場（位於帶廣市）

### 鐵路
- 北海道旅客鐵道
  - 根室本線 ：札內車站 - 幕別車站

### 道路
| 一般國道 - 國道38號 - 國道236號 - 國道242號 - 國道336號 主要地方道 - 北海道道15號幕別大樹線 - 北海道道62號豐頃糠內芽室線 - 北海道道151號幕別帶廣芽室線 | 道道 - 北海道道210號尾田豐頃停車場線 - 北海道道238號更別幕別線 - 北海道道260號幕別停車場線 - 北海道道319號生花大樹線 - 北海道道441號札內停車場線 - 北海道道503號明倫幕別停車場線 - 北海道道657號美成忠類停車場線 - 北海道道716號駒畠更別線 - 北海道道773號萌和大樹停車場線 - 北海道道962號愛國停車場古舞線 |

## 觀光景點
- 幕別溫泉（國民保養溫泉地）
- 明野丘公園
- 十勝正直村
- 忠類納瑪象紀念館
- 納瑪温泉

## 教育

### 高等學校
- 道立北海道幕別高等學校
- 江陵高等學校

### 中學校
| - 幕別町立札內中學校 - 幕別町立札內東中學校 - 幕別町立糠內中學校 | - 幕別町立幕別中學校 - 幕別町立忠類中學校 |

### 小學校
| - 幕別町立駒畠小學校 - 幕別町立札內南小學校 - 幕別町立札內北小學校 - 幕別町立途別小學校 - 幕別町立糠內小學校 | - 幕別町立白人小學校 - 幕別町立古舞小學校 - 幕別町立幕別小學校 - 幕別町立明倫小學校 - 幕別町立忠類小學校 |

## 姊妹市・友好都市

### 日本
- 東鄉町（宮崎縣東臼杵郡，現已被併入日向市）：1974年和歌作家若山牧水來到募別町訪問並締結，直到2006年2月24日音東鄉町被併入日向市而解除。

## 本地出身的名人
- 安東梅子：阿伊努族音樂家，出生於帶廣市，現被指定為幕別町國寶。
- 上田文雄：政治人物，現任札幌市市長。
- 上島知奈美：設計師
- 和多田進：記者
- 福島千里：田徑運動員，日本紀錄保持者。
- 荒川弘：漫畫家，鋼之鍊金術師作者。